# كورت شتوكر
كورت شتوكر (بالألمانية: Kurt Stocker) (و. 1954 – م) هو منتج أفلام، من النمسا، ولد في شتايرمارك.

## جوائز
حصل على جوائز منها:
- رومي.

## وصلات خارجية
- كورت شتوكر على موقع IMDb (الإنجليزية)
- كورت شتوكر على موقع قاعدة بيانات الفيلم (الإنجليزية)